# Ведемья
Ведемья — река в Тверской области России.
Протекает по территории Калининского района. Устье реки находится в 11 км от устья Тверцы по левому берегу. Длина реки составляет 13 км, площадь водосборного бассейна — 65,1 км².

## Данные водного реестра
По данным государственного водного реестра России относится к Верхневолжскому бассейновому округу, водохозяйственный участок реки — Тверца от истока (Вышневолоцкий гидроузел) до города Тверь, речной подбассейн реки — Волга до Рыбинского водохранилища. Речной бассейн реки — (Верхняя) Волга до Куйбышевского водохранилища (без бассейна Оки).
Код объекта в государственном водном реестре — 08010100512110000002383.